# Vlag van Lochristi
De vlag van Lochristi werd door de gemeenteraad op 28 augustus 1987 officieel vastgesteld als de gemeentelijke vlag van de Oost-Vlaamse gemeente Lochristi. Op 17 november 1987 werd hij door het Bestuur van Vlaanderen bevestigd en uiteindelijk gepubliceerd op 16 september 1988 in het officiële Belgisch Staatsblad.
Officieel wordt de vlag beschreven als:
Gevierendeeld van wit en van blauw, met op het midden een rode roos, geel geknopt en gepunt.
De vier kwartieren symboliseren de vier voormalige gemeenten die zijn opgegaan in Lochristi. De kleuren zijn afkomstig van het gemeentewapen. De rozen herinneren aan de bloementeelt in Lochristi.

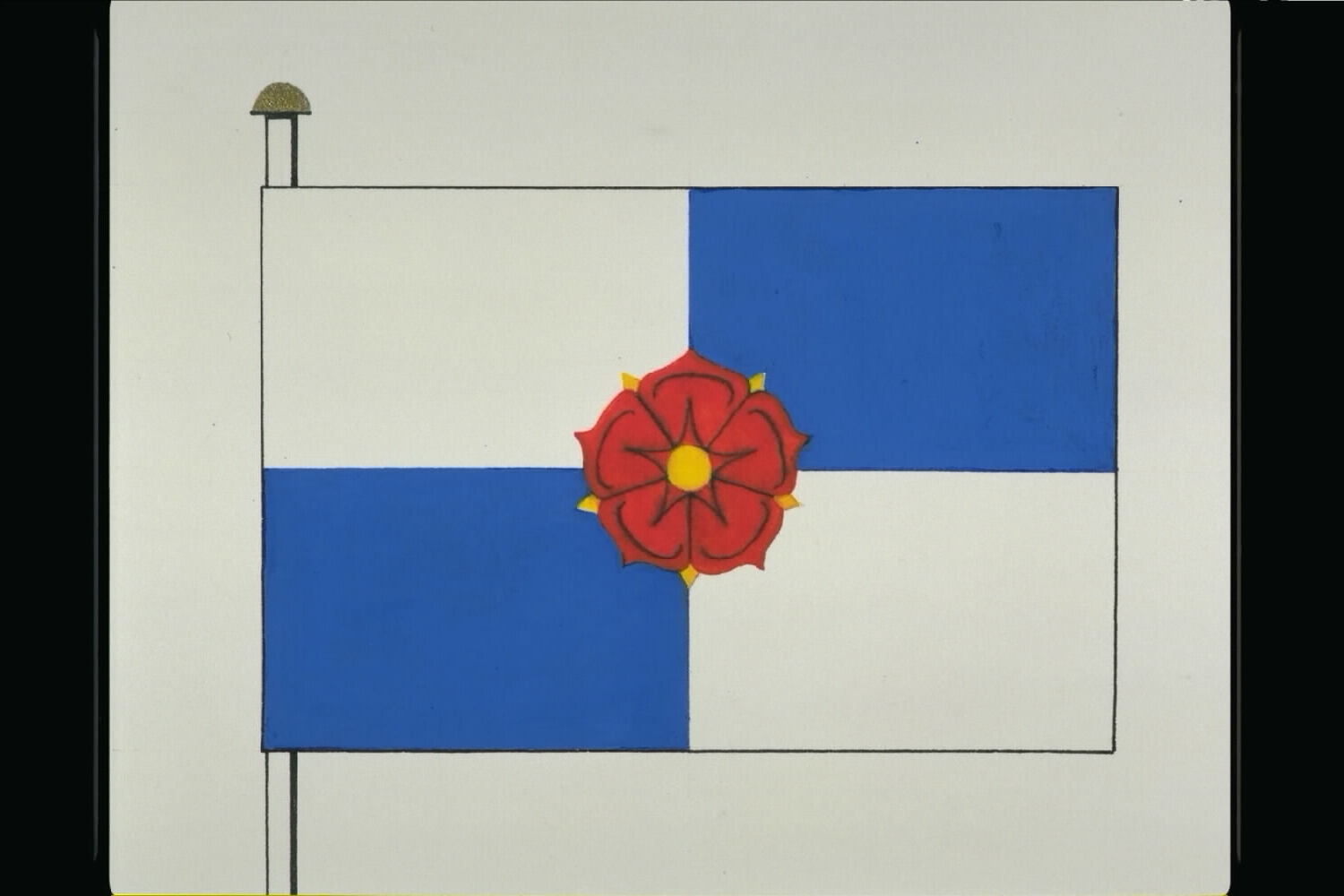
Officiële tekening van de vlag